# Lijst van afleveringen van Reba
Dit is een lijst van afleveringen van de televisiesitcom Reba.
| Nr.       | Titel                                 | Uitzenddatum |
| Seizoen 1 | Seizoen 1                             | Seizoen 1    |
| --------- | ------------------------------------- | ------------ |
| 1         | Pilot                                 | 05-10-2001   |
| 2         | The Honeymoon's Over or Now What?     | 12-10-2001   |
| 3         | Someone's at the Gyno with Reba       | 19-10-2001   |
| 4         | You Make Me Sick                      | 26-10-2001   |
| 5         | The Steaks Are High                   | 02-11-2001   |
| 6         | The Man and the Moon                  | 09-11-2001   |
| 7         | Tea and Antipathy                     | 16-11-2001   |
| 8         | Don't Know Much About History         | 07-12-2001   |
| 9         | Every Picture Tells a Story           | 14-12-2001   |
| 10        | When Good Credit Goes Bad             | 11-01-2002   |
| 11        | Meet the Parents                      | 18-01-2002   |
| 12        | A Mid-Semester's Night Dream          | 25-01-2002   |
| 13        | Brock's Swan Song                     | 01-02-2002   |
| 14        | The Story of a Divorce                | 15-02-2002   |
| 15        | You May Kick the Bride                | 22-02-2002   |
| 16        | Vanny Dearest                         | 15-03-2002   |
| 17        | He's Having a Baby                    | 12-04-2002   |
| 18        | She Works Hard for Their Money        | 19-04-2002   |
| 19        | Labor of Love                         | 26-04-2002   |
| 20        | The King and I                        | 03-05-2002   |
| 21        | Up a Treehouse with a Paddle          | 10-5-2002    |
| 22        | It Ain't Over till the Red-Head Sings | 10-5-2002    |
| Seizoen 2 |                                       |              |
| 23        | House Rules                           | 20-09-2002   |
| 24        | Skating Away                          | 27-09-2002   |
| 25        | Proud Reba                            | 04-10-2002   |
| 26        | Reba Works for Brock                  | 11-10-2002   |
| 27        | It's Jake's Party, Cry if You Want to | 18-10-2002   |
| 28        | Safe Dating                           | 01-11-2002   |
| 29        | Mommy Nearest                         | 08-11-2002   |
| 30        | Switch                                | 15-11-2002   |
| 31        | Ring-a-Ding                           | 22-11-2002   |
| 32        | Cookies for Santa                     | 13-12-2002   |
| 33        | A Moment in Time                      | 10-01-2003   |
| 34        | The Vasectomy                         | 17-01-2003   |
| 35        | The Rings                             | 24-01-2003   |
| 36        | Seeing Red                            | 31-01-2003   |
| 37        | Terry Holliway                        | 07-02-2003   |
| 38        | Valentine's Day                       | 14-02-2003   |
| 39        | The Feud                              | 21-02-2003   |
| 40        | And the Grammy Goes to...             | 28-02-2003   |
| 41        | The Wall                              | 07-03-2003   |
| 42        | The Best Defense                      | 14-03-2003   |
| 43        | For Sale, Cheap                       | 28-03-2003   |
| 44        | The Will                              | 25-04-2003   |
| 45        | Location, Location, Location          | 02-05-2003   |
| 46        | Your Place or Mine?                   | 09-05-2003   |
| Seizoen 3 |                                       |              |
| 47        | She's Leaving Home, Bye Bye           | 12-09-2003   |
| 48        | War and Peace                         | 19-09-2003   |
| 49        | The Best and the Blondest             | 26-09-2003   |
| 50        | Spies Like Reba                       | 03-10-2003   |
| 51        | Calling the Pot Brock                 | 10-10-2003   |
| 52        | Encounters                            | 17-10-2003   |
| 53        | The Ghost and Mrs. Hart               | 31-10-2003   |
| 54        | The Cat's Meow                        | 07-11-2003   |
| 55        | Regarding Henry                       | 14-11-2003   |
| 56        | The Great Race                        | 21-11-2003   |
| 57        | All Growed Up                         | 09-01-2004   |
| 58        | The United Front                      | 16-01-2004   |
| 59        | To Tell You the Truth                 | 23-01-2004   |
| 60        | Brock's Mulligan                      | 30-01-2004   |
| 61        | The Shirt Off My Back                 | 06-02-2004   |
| 62        | Sister Act                            | 13-02-2004   |
| 63        | Fight or Flight                       | 20-02-2004   |
| 64        | The Big Fix-Up                        | 19-03-2004   |
| 65        | The Good Girl                         | 26-03-2004   |
| 66        | Happy Pills                           | 30-04-2004   |
| 67        | Girl's Night Out                      | 07-05-2004   |
| 68        | Core Focus                            | 14-05-2004   |
| Seizoen 4 |                                       |              |
| 69        | The Accidental Role Model             | 17-09-2004   |
| 70        | Mother's Intuition                    | 24-09-2004   |
| 71        | The Two Girl Theory                   | 01-10-2004   |
| 72        | Van's Agent                           | 08-10-2004   |
| 73        | Surprise                              | 15-10-2004   |
| 74        | Couples' Therapy                      | 22-10-2004   |
| 75        | All Fore One                          | 05-11-2004   |
| 76        | Hello, I Must Be Going                | 12-11-2004   |
| 77        | Thanksgiving                          | 19-11-2004   |
| 78        | No Boys Upstairs                      | 14-01-2005   |
| 79        | Diamond Jim Brady                     | 21-01-2005   |
| 80        | Reba And The Nanny                    | 28-01-2005   |
| 81        | Date Of Mirth                         | 04-02-2005   |
| 82        | Reba The Realtor                      | 11-02-2005   |
| 83        | Flowers For Van                       | 18-02-2005   |
| 84        | Who Killed Brock?                     | 25-02-2005   |
| 85        | The Pageant of Grandmas               | 08-04-2005   |
| 86        | Reba's Rules of Real Estate           | 15-04-2005   |
| 87        | Driving Miss Kyra                     | 29-04-2005   |
| 88        | Go Far                                | 06-05-2005   |
| 89        | Help Wanted                           | 13-05-2005   |
| 90        | Hello, My Name is Cheyenne            | 20-05-2005   |
| Seizoen 5 |                                       |              |
| 91        | Where There's Smoke                   | 16-09-2005   |
| 92        | Reba and The One                      | 23-09-2005   |
| 93        | As Is                                 | 30-09-2005   |
| 94        | And God Created Van                   | 7-10-2005    |
| 95        | No Good Deed                          | 14-10-2005   |
| 96        | Best Li'l Haunted House in Texas      | 28-10-2005   |
| 97        | Have Your Cake                        | 04-11-2005   |
| 98        | Grannies Gone Wild                    | 11-11-2005   |
| 99        | Invasion                              | 18-11-2005   |
| 100       | Issues                                | 09-12-2005   |
| 101       | Brock's Got Stones                    | 13-01-2006   |
| 102       | Parenting with Puppets                | 20-01-2006   |
| 103       | Don't Mess with Taxes                 | 27-01-2006   |
| 104       | The Goodbye Guy                       | 03-02-2006   |
| 105       | Money Blues                           | 17-02-2006   |
| 106       | The Trouble with Dr. Hunky            | 24-02-2006   |
| 107       | Reba The Landlord                     | 17-03-2006   |
| 108       | The Blonde Leading the Blind          | 24-03-2006   |
| 109       | Here We Go Again                      | 14-40-2006   |
| 110       | Red Alert                             | 21-04-2006   |
| 111       | Two Weddings and a Funeral            | 28-04-2006   |
| 112       | Reba's Heart                          | 05-05-2006   |